# Adropion gani
Espèce
Synonymes
- Diphascon gani Sun, Li & Feng, 2014

Adropion gani est une espèce de tardigrades de la famille des Hypsibiidae. 

## Distribution
Cette espèce est endémique du Jiangxi en Chine. Elle se rencontre dans les monts Jinggang.

## Publication originale
- Sun, Li & Feng, 2014 : Two new species of Tardigrada (Echiniscidae, Hypsibiidae) from China. Proceedings of the Biological Society of Washington, vol. 126, no 4, p. 323-328.